# Suspensió multibraç

Suspensió posterior multibraç.

La suspensió multibraç o multilink és un tipus de suspensió independent que es caracteritza per l'ús de cinc "braços" que uneixen el xassís del vehicle a les rodes.
Aquest tipus de suspensió s'utilitza generalment en l'eix posterior dels automòbils i assegura la posició correcta de la roda, independentment de la condició de rodatge. També s'utilitza en la tracció integral, amb sub-xassís en lloc de l'eix de torsió (que no pot transmetre la tracció). Consisteix en uns braços superiors i inferiors més un altre de longitudinal, formant un conjunt d'alta eficiència. El ressort helicoïdal i l'amortidor estan separats, aquest últim està allunyat i col·locat cap a la part posterior, per poder tenir un major camp d'actuació.
Alguns sistemes de suspensió multibraç són controlats electrònicament.

## Avantatges i desavantatges
Comparada amb altres tipus de suspensions, la suspensió multibraç ofereix una major maniobrabilitat i seguretat. També absorbeix un gran percentatge de sorolls i vibracions que provenen de la interacció entre els pneumàtics i el terra. No obstant això, el principal inconvenient és que les suspensions multibraç són costoses i complexes.